# Steve Hegg
Stephen Edward Hegg detto Steve (Dana Point, 3 dicembre 1963) è un ex sciatore alpino, ex pistard e ciclista su strada statunitense. 
Attivo principalmente nel ciclismo, ha rappresentato gli Stati Uniti alle Giochi olimpici 1984 a Los Angeles, durante le quali ha vinto la medaglia d'oro nell'inseguimento individuale e la medaglia d'argento nell'inseguimento a squadre. È stato poi professionista su strada dal 1990 al 2000.

## Biografia

### Carriera sciistica
Hegg iniziò la sua carriera sportiva gareggiando nello sci alpino: specialista delle prove veloci, ai Campionati statunitensi vinse la medaglia d'oro nella discesa libera e quella di bronzo nella combinata nel 1985. Non prese parte a rassegne olimpiche invernali né ottenne piazzamenti in Coppa del Mondo o ai Campionati mondiali.

### Carriera ciclistica
Avvicinatosi al ciclismo durante la preparazione sciistica estiva, tra i dilettanti vinse l'oro nell'inseguimento a squadre ai Giochi panamericani 1983. Rappresentò poi il suo paese ai Giochi olimpici 1984 a Los Angeles, vincendo la medaglia d'oro nell'inseguimento individuale e la medaglia d'argento, alle spalle del quartetto australiano, nell'inseguimento a squadre. Nel 1987 vinse un altro oro ai Giochi panamericani, nella cronometro a squadre su strada.
Dal 1990 al 2000 gareggiò nel professionismo su strada, vestendo anche le divise di Subaru-Montgomery, Chevrolet-L.A. Sheriff e Saturn. In tale periodo vinse quattro titoli nazionali su strada, tre a cronometro, nel 1990, 1995 e 1996, e uno in linea, nel 1994. Nel 1996, a dodici anni di distanza dai Giochi di Los Angeles, riuscì anche a qualificarsi ai Giochi olimpici di Atlanta: gareggiò sia nella prova in linea che nella cronometro individuale su strada, concludendo rispettivamente 93º e 16º. Vestì la maglia della Nazionale statunitense anche in tre edizioni dei campionati del mondo (1993, 1994, 1995).
Concluse la carriera nel 2000. Dal 2005 al 2008 è stato direttore sportivo per formazioni di categoria Continental.

## Palmarès

### Sci alpino

#### Campionati statunitensi
- 5 medaglie (dati parziali):
  - 4 ori[2] (tra i quali: discesa libera[1] nel 1985)
  - 1 bronzo (combinata[1] nel 1985)